# Голод (телесериал)
«Голод» (англ. The Hunger) — канадо-британский телесериал-антология ужасов, снятый совместными усилиями компаний Scott Free Productions, Telescene Film Group Productions и канадским платным телеканалом The Movie Network. Хотя сериал назван так же как одноимённый художественный фильм «Голод», он не имеет никакой прямой или косвенной связи с фильмом, но тем не менее близок к нему по содержанию. Автор идеи сериала Джефф Фазио.

## Трансляция
Первый показ на Sci Fi Channel в Великобритании, The Movie Network в Канаде и Showtime в США. Телесериал шёл с 1997 до 2000, и разбит на два сезона. Каждый эпизод базировался вокруг независимой истории. Теренс Стэмп был рассказчиком каждого эпизода в течение первого сезона, и был заменен во втором сезоне Дэвидом Боуи. Истории обычно сосредотачивались на темах самоубийственного желания и мании с сильным компонентом ненавязчивой эротики; популярные линии для историй включали людоедство, вампиров, секс и яд.

## Выход на DVD
Регион 1
Entertainment One издала оба сезона на DVD в США в 2009-м. Первый сезон вышел 2 июня, второй 13 октября.
Alliance Home Entertainment издала оба сезона на DVD в Канаде в 2010-м. Оба сезона вышли 10 июня.
Регион 2
Infinity Video издала оба сезона на DVD в Великобритании в первый раз 31 октября 2005 как эксклюзив Amazon. Оба сезона были повторно выпущены на DVD в 2007-м.
| DVD       | Кол-во эпизодов | Дата релиза      | Дата релиза       | Дата релиза   |
| DVD       | Кол-во эпизодов | Регион 1 (США)   | Регион 1 (Канада) | Регион 2      |
| --------- | --------------- | ---------------- | ----------------- | ------------- |
| 1-й сезон | 22              | 2 июня, 2009     | 8 июня, 2010      | 23 июля, 2007 |
| 2-й сезон | 22              | 13 октября, 2009 | 8 июня, 2010      | 23 июля, 2007 |